# Ильинский, Михаил Алексеевич
Михаил Алексеевич Ильинский (1882—1942) — цыганский, советский писатель, актёр, стоявший у истоков рождения театра «Ромэн».
Яркий представитель русских цыган Ильинских, ведущих начало от основателя рода — Ильи. Этот род славился музыкантами, хористами, гитаристами.
Вначале зарабатывал на торговле лошадьми, барышничал. Жил в Петрограде. Спасаясь от голода, семья бежала из Петрограда, позже обосновавшись в Москве.
В советское время он стал артистом. В 1931 году Михаил Ильинский являлся одним из создателей ставшего знаменитым на весь мир цыганского Московского музыкально-драматического театра «Ромэн», в составе первой труппы театра играл роль Отца в спектакле «Кровавая свадьба».
Писал рассказы. В его литературном творчестве отразились впечатления от встреч с цыганами во время гастрольных поездок. Вместе с тем его рассказы о дореволюционной жизни наполнены достоверными деталями, известными ему по личному опыту.
Его известный рассказ «Ружэнька» (1938) весьма реалистичен, хотя и написан в канонах советской литературы, осуждающих мораль «эксплуататорских классов».
Отец писателя Алексея Ильинского.